# アッチェレランド (小説)
『アッチェレランド』 (Accelerando) は、2005年刊行のチャールズ・ストロスによるSF小説。
電子書籍がCC BY-NC-NDライセンスの元で公開されている。2005年には、ローカス賞 SF長編部門を受賞した。

## 概要
この小説は、技術的特異点の前または後におけるマックス家の3世代にわたる物語を語る9篇の短編からなる短編集である。これらの短編は元々2001年から2004年に渡ってアシモフ誌において掲載された。ストロスによると、この話の最初の着想は、1990年代のドットコム・バブルの頃に高成長企業でプログラマーとして働いていた経験にあるという。
最初の3つの話は、21世紀初頭の恵与的（） agalmic「ベンチャー利他主義者」マンフレッド・マックス; 続く3つの話はその娘アンバー; そして最後の3つの話は世紀の終わりにおいて完全に様変わりした世界における、アンバーの息子サーハンにフォーカスを移す。

## プロット・コンセプト
ストロスは『アッチェレランド』の開始時に、人類の状況を悲惨なものであると描写している:

とても楽観的なテクノ・オプティミスト小説の背景にあるのは、恐ろしいことが起こりうると言うことである。人間性の大半がぬぐい去られ、それらは不埒な子孫（ヴァイル・オフスプリング）によってバラバラな形態で気まぐれに復活させられる。資本主義は全てを食し、そして競争のロジックはそれを単なる人間存在が最早敵わないようなものへと追いやる; 我々は肥大化し、素早くは動けず、そして美味しいリソースである——まるでドードーのような。我々の物語の視点からは、アイネコはおしゃべりする猫ではない; それは遙かに超知性的な AI であり、もし人間がアイネコをもふもふな玩具のように考えるならば、人間をより容易く操作できると冷徹に計算している。猫の身体は口汚い怪物によって扱われる靴下人形にすぎない。
作中において太陽系の各惑星は分解され、マトリョーシカ・ブレインへと再構築される。それは太陽エネルギーを元に動く機械装置であり、人類のような自然進化した存在とは比べにならないほど高度に発展し複雑化した知性が住んでいる。このことは、生命が住む太陽系のライフサイクルにおいて通常のステージであると示している。すなわち銀河がマトリョーシカ・ブレインのような存在によって満ちていると主張する。マトリョーシカ・ブレインの外の知性意識はワームホールネットワークを介してコミュニケートする。
超知性のコミュニケーション・ネットワークによって宇宙が占められているという考えは、オラフ・ステープルドンによる1937年のSF小説『スターメイカー』と 遜色がない。しかしステープルドンは発達した文明は情報的より精神的に交流すると言う。

## ストーリー

### 第一部離昇点（）
甲殻類（）
21世紀初頭のアムステルダム、マンフレッドは使い捨て携帯を受け取り、KGB.ruのために働くAIと称する相手から亡命の助けを乞う電話を受ける。結局その電話相手はカリフォルニア・イセエビ（ロブスター）のアップロードであり、人類の干渉からの離脱を求めていた。マンフレッドは恵与（）経済への取り組みに基づき、起業家ボブ・フランクリンに協力し、立ち上げたばかりの宇宙開発計画——彗星物質を利用した自己複製工場建設——のクルーとしてロブスターを雇うことにする。そして未来のAIやアップロード・マインドの権利を定義するための判例を確立しようとする。その後マンフレッドの支配的なフィアンセ・パメラは彼をコントロールするため、彼を襲い子作りを試みる。
創作家（）
3年後、マンフレッドは離婚訴訟のさなかにあり、また二人の娘である胚胞は冷凍凍結され保存されていた。彼はパリっ娘・アネットと再会し、彼女と新しい関係を開始する。マンフレッドは自動化した企業グリッドがパメラの雇った弁護士からDDoS攻撃を受けていることに気付き、またマフィア化した著作権管理団体の襲撃を受ける。しかし慰謝料として大量の音楽データの権利をパメラに押しつけることで、マフィアと弁護士をつぶし合わせることに成功する。
観光客（）
5年後、マンフレッドはエディンバラにおいて強盗に襲われ、（メガネに保存されていた）記憶を盗まれる。自身が誰であるのか、ここで何をしようとしていたのか、彼は必死に思い出そうとする。一方ロブスターはL5コロニーにおいて繁栄しており、太陽系外から送られた、明らかに知的存在が発したとおぼしき信号を受信していた。ボブ・フランクリンは今や故人であったが、その人格は集合精神〈フランクリン集成（）〉上に再構築されていた。記憶を取り戻したマンフレッドは、非人類知性の更なる権利拡大のため活動を開始する。そしてアイネコは宇宙人からの第2の信号の解析を開始する。

### 第二部変曲点（）
演算暈（）
10数年後、マンフレッドの娘・アンバーはローティーンとなっていた。彼女は支配的な母・パメラから逃げ出すため、マンフレッドとアネットの力を借りる。2人の提案した方法は、アンバーをイエメンに設置したダミー会社所有の奴隷とすると共に、その会社を彼女自身が所有するという非合法すれすれのものであった。更に母の追跡をかわすため、アイネコの忠告を受け、アンバーは〈フランクリン集成〉の惑星外採鉱計画に加わり、木星の衛星アマルテアへと行く宇宙船に搭乗していた。一方パメラは自身がシーア派イスラムへと改宗することで娘を取り戻すことを試み、木星圏唯一の指導者（）・サデークへと嘆願を出す。しかしアンバーは木星圏に独自の司法権を持つ国家・輪（）帝国を打ち立てることでそれに抗した。そして宇宙人の信号が解析され、異種知性の大規模なネットワークの存在が明らかとなり、そのノードの1つを訪問する計画が立てられる。
中継器（）
3光年先の褐色矮星ヒュンダイ+4904
−56を周回する異種知性のルーターを訪れるため、アンバーらはコーク缶サイズの恒星間宇宙船〈フィールド・サーカス〉に搭乗する。〈フィールド・サーカス〉は木星圏からのレーザービームを光帆で受けて推進し、搭乗員はコンピュータ上の神経シミュレーションとして存在していた。ルーターへと到着した彼らは通商代表団〈博愛商会（）〉を名乗る異種知性グループからの接触を受ける。しかし〈博愛商会〉は予想されていた超知性とはほど遠い、新参者から搾取しようと試みる三流のスカベンジャーであり、強硬手段に出るが鎮圧される。そしてアンバーを含む一行の半数はルーターへと侵入し、ワームホール・ネットワークをくぐり抜け向こう側へと進む。
黄昏時（）
ルーターへと赴いた探索者達は、より悪性の異種知性によって様々な仮想空間に捕らえられていることに気付くが、アイネコの協力により自由を得る。彼らは自分たちを走らせている物理実体がマトリョーシカ・ブレインにあることを発見する。しかしその建設者の姿は既に無く、ずっと格下の知性が住み着いているだけであった。彼らは巨大なナメクジに扮する逃亡中の異種知性企業（知性を持ったネズミ講プラス419詐欺）と交渉し、ルーターを脱出することに成功する。そして帰途につく。

### 第三部特異点（）
管理者（）
太陽系へと帰還した〈フィールド・サーカス〉は、木星大気上部に浮かぶハビタットにおいてサーハンと出会う。彼は太陽系に残された（そして既に故人である）物理アンバーとサーデクの息子であった。クルー達はなんとか物理実体に戻るが、自分たちが破産していることを知る。太陽系では中核部における無尽蔵の演算量の下でヒトより根本的に優れたポストヒューマンが生じており、彼らの行うエコノミクス2.0に在来型ヒトは適応できず、リング帝国は既に没落・崩壊していたのだ。ハビタットではマンフレッド、パメラ、アネットが様々な形態で集うが、アンバーとアイネコを差し押さえようとする執行吏の襲撃を受ける。しかし本物の異種知性であるナメクジをエコノミクス2.0に紹介することで、混乱が起きた。
有権者（）
移民により木星上のハビタットは徐々に人口を増加させていた。そんな中、アンバーにアネット、ジャンニ、マンフレッド達は選挙運動を開始していた。その目的は、不埒な子孫（）の蹂躙から逃げるために、ルーター・ネットワークへの再度の旅に出るという計画を掲げる加速党を勝利させるためである。選挙では保守派が勝利しアンバーは負けるが、ルーター・ネットワークの探索とマッピングを行うことを条件に、ロブスターの巨大船に乗り込み太陽系を脱出する。
生存者（）
シンギュラリティから数百年が経ち、太陽系からの難民は独自のワームホール・ネットワークを構築し、無数の星系に入植を行っていた。サーハンは妻リタと息子マニと共にヒュンダイ系に作られたハビタットで生活していた。そこへアイネコが帰還しマンフレッドに取引を持ちかける。もしそれが受諾されたならば、アイネコは今後一切一族に干渉しないと言う。

## 登場人物
マンフレッド・マックス
ベンチャー利他主義者。第一部の主人公。
アイネコ
マンフレッドのペットロボット。急速に知性を増加させる。
ロブスター
学名パヌリルス・インテルルプトゥス——カリフォルニア・イセエビに由来する知覚を持つ神経系状態ベクトル。
ボブ・フランクリン
億万長者の起業家。同一の精神を無数の肉体上で再生するボーガニズム〈フランクリン集成〉の起源。
アネット・ディマルコス
アリアンスペースの従業員。マンフレッドの二人目の妻。
パメラ
マンフレッドのパートナー、元妻。
ジャンニ・ヴィットーリオ
イタリアの前経済相にして超人省の元大臣。経済の理論家。
アンバー・マックス
マンフレッドとパメラの娘。
サーデク・ホラサニ博士
イスラムのイマームにして工学者。
博愛商会（）
ヒュンダイを周回するワームホール・ルーターで出会った捕食性の異種知性。
ナメクジ
知覚を持つ異種知性の信用詐欺企業。
サーハン・アル゠ホラサニ
アンバーとサーデクの物理バージョンの息子。
不埒な子孫（）
内太陽系に住み、弱い神のごとき知性を持つポストヒューマンに対する在来型ヒト（）の蔑称。